# Karl P. Dahlgren
Karl Petter Dahlgren, född 31 maj 1864 i Örs socken, Dalsland, död 21 mars 1924 i Köpenhamn, var en svensk läkare och kirurg.
Dahlgren var son till kvarn- och sågverksägaren Bengt Dahlgren. Han blev elev vid Vänersborgs högre allmänna läroverk 1875, avlade mogenhetsexamen där 1882 och blev samma år student vid Uppsala universitet. Dahlgren tog en mediko-filosofisk examen 1883, blev medicine kandidat 1886, medicine licentiat 1890 och förklarades samma år legitimerad läkare och blev 1894 medicine doktor. Han företog ett stort antal studieresor, bland annat till Tyskland och Österrike 1895 och till Tyskland, Frankrike och Schweiz 1898.
1887 hade Dahlgren blivit biträdande läkare vid Sätra brunn, 1889 extraordinarie och 1890 ordinarie amanuens vid medicinska och pediatriska poliklinikerna. Efter ett antal kortare läkarförordnanden blev han 1892 amanuens vid kirurgiska kliniken i Uppsala, underkirurg där och amanuens vid obstetriska kliniken 1893 och var tillförordnad överläkare vid Akademiska sjukhuset 1893–1909. 1894 blev han docent i kirurgi vid Uppsala universitet.
Han var elev till Karl Gustaf Lennander och tillhörde pionjärerna inom de inre organens kirurgi. Hans gradualavhandling behandlade öroninflammationers komplikationer och gjorde honom till en föregångsman inom det området. Därifrån leddes hans intresse över mot hjärnkirurgin. Tillsammans med instrumentmakaren Max Stille konstruerade han en trepantång för att öppna kraniet med minsta möjliga krossning av ben, vilken kom att bli använd under lång tid framöver. Dahlgren skrev även ett betydelsefullt arbete om bröstcancer.
1894–1911 drev Dahlgren en egen praktik i Uppsala. Han var biträdande läkare i kirurgi och föreståndare kirurgiska polikliniken 1894–1911, tillförordnad professor i kirurgi och obstetrik 1894–1909. Vidare var han ledamot av hälsovårdsnämnde i Uppsala 1901–1906 (1904–1906 som dess vice ordförande) och ledamot av stadsfullmäktige 1902–1911, var ledamot av Uppsala läns landsting 1910–1911 var över ett och ett halft år tillförordnad VD för Akademiska sjukhuset och handhade ekonomin vid universitetets polikliniker 1904–1911. Dahlgren föreslogs 1904 för erhållande av en personlig extraordinarie professur i kirurgi vid Uppsala universitet, men det avslogs. Han erhöll dock 1905 professors namn, heder och värdighet. Därtill var han ledamot av styrelsen för AB Tidningen Upsala 1910–1911.
1911 blev han överläkare vid Sahlgrenska sjukhuset i Göteborg, var 1913–1920 ledamot av stadsfullmäktige i Göteborg och av hälsovårdsnämnde där från 1917.
Dahlgren var även ledamot av Svenska läkaresällskapet från 1897, av Uppsala läkareförening och Nordiska kirurgiska föreningen, han blev riddare av Nordstjärneorden 1916 och hedersledamot av Västgöta nation i Uppsala 1905. Han är begravd på Uppsala gamla kyrkogård.

## Notiser
1. 1 2 3 4 5 6 7  C. D. Josephson, Karl P. Dahlgren, s. 673, Svenskt Biografiskt Lexikon-ID: 15811, läst: 24 mars 2017.[källa från Wikidata]
2. 1 2  Karl P. Dahlgren, Svenskt biografiskt lexikon, Svenskt Biografiskt Lexikon-ID: 15811, läs online.[källa från Wikidata]
3. ↑  Dahlgren, Karl Petter, Svenskagravar.se, läs online, läst: 24 mars 2017.[källa från Wikidata]
4. ↑  SvenskaGravar